# Boriziny
Boriziny, également appelé Port-Bergé, est une commune urbaine malgache située dans la partie centre-sud de la région de Sofia.

## Géographie
La ville accueille l'aérodrome de Port-Bergé.

## Religion
Port-Bergé est le siège d'un évêché catholique créé le 18 octobre 1993.